# Романовка (Березнеговатский район)
Романовка (укр. Романівка) — село в Березнеговатском районе Николаевской области Украины.
Возникло после слияния бывших еврейских земледельческих колоний Большая Романовка (основана в 1841 году) и Малая Романовка (основана в 1855 году).
Население по переписи 2001 года составляло 188 человек. Почтовый индекс — 56221. Телефонный код — 5168. Занимает площадь 0,462 км².

## Местный совет
56221, Николаевская обл., Березнеговатский р-н, с. Фёдоровка, ул. им. Кузина, 20